# Mavlet Batyrov
Mavlet (Movlud) Batyrov (rusky Мавлет Батыров), (* 12. prosince 1983 v Chasavjurtu, Sovětský svaz) je bývalý ruský zápasník volnostylař avarské národnosti. Dvojnásobný olympijský vítěz z roku 2004 a 2008.

## Sportovní kariéra
Zápasit začal v 10 letech v rodném Chasavjurtu společně se svým mladším bratrem Adamem pod vedením Sajídpaši Umachanova. V mladí prošel juniorskými výběry Ruska a v roce 2003 si ho trenéři poprvé stáhli do seniorské kategorie. Jeho osobním trenérem byl Magomed Azizov a v reprezentaci spolupracoval s Džambolatem Tedejevem. V roce 2004 startoval na olympijských hrách v Athénách a hned na úvod se musel vyrovnat s náročným losem. Do skupiny dostal nalosovaného úřadujícího mistra světa Uzbeka Dilšoda Mansurova a dokázal ho porazit. Ve finále nedal Američanu Stephen Abasovi šanci a získal zlatou olympijskou medaili. V roce 2008 dokázal na olympijských hrách v Pekingu zlatou olympijskou medaili obhájit ve vyšší váhové kategorii. V těsném finále porazil Ukrajince Vasyla Fedoryšyna. Jeho největší výhodou na žíněnce byla hrubá fyzická síla, kterou si dokázal udržet při shazování do nižší váhové kategorií. Tyto drastické diety ho nakonec stály i další sportovní kariéru. V roce 2009 si musel nechat odstranit žlučník a na vrcholných akcích se přestal objevovat. Potom co se nedostal do užšího reprezentačního výběru pro olympijské hry v Londýně ukončil sportovní kariéru.

## Výsledky
| Turnaj             | 2003      | 2004      | 2005        | 2006        | 2007        | 2008        |
| Turnaj             | 20        | 21        | 22          | 23          | 24          | 25          |
| Turnaj             | bantamová | bantamová | pérová váha | pérová váha | pérová váha | pérová váha |
| ------------------ | --------- | --------- | ----------- | ----------- | ----------- | ----------- |
| Olympijské hry     |           | 1.        |             |             |             | 1.          |
| Mistrovství světa  | 14.       |           | —           | 3.          | 1.          |             |
| Mistrovství Evropy | 3.        | —         | —           | 1.          | —           | —           |